# Byvalla

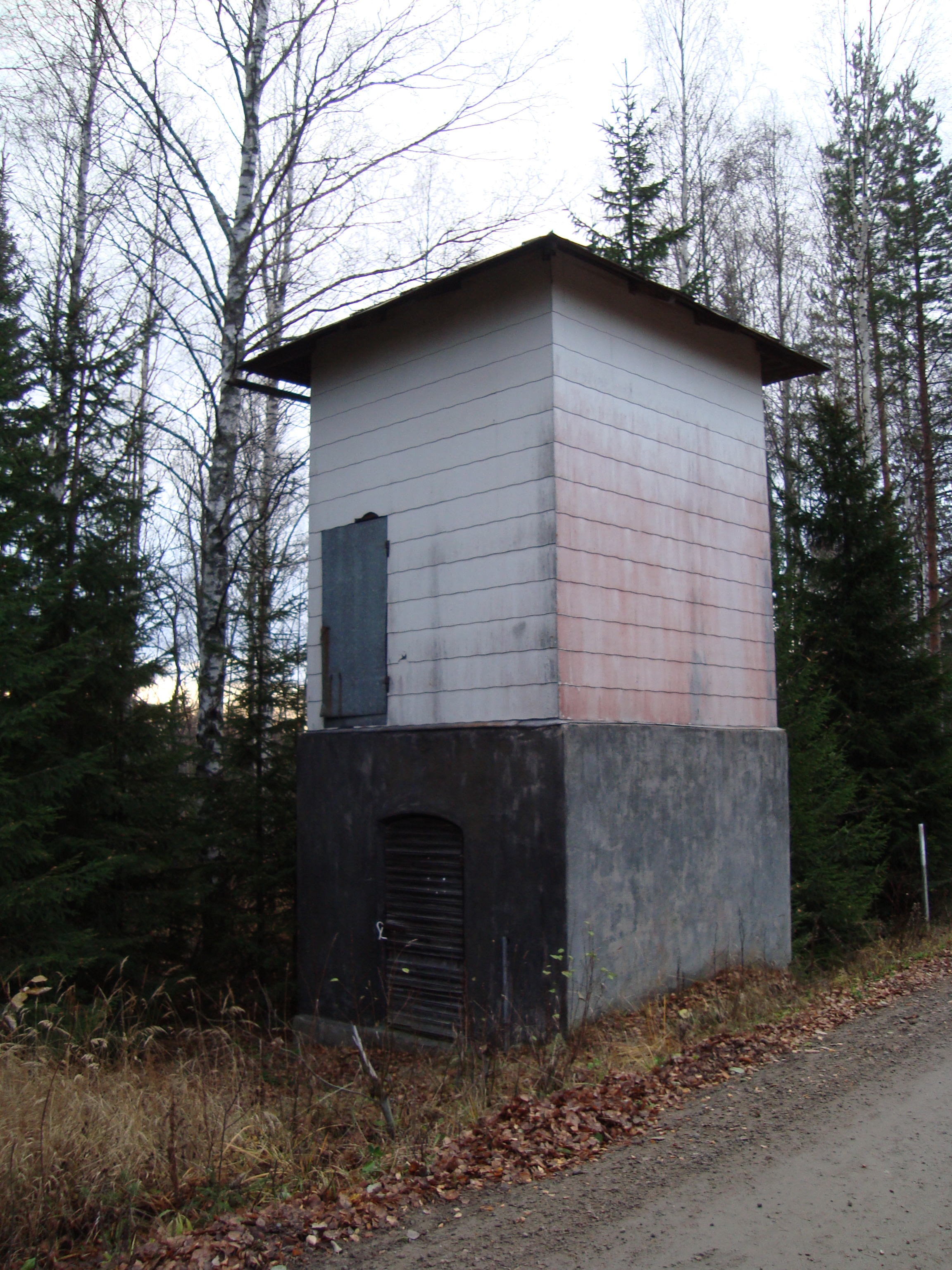
Vattentank för ånglok i Byvalla

Byvalla är en by i Avesta kommun och ett tidigare stationssamhälle vid Norra stambanans tidigare sträckning Krylbo-Storvik.
Byvalla var tidigare en järnvägsknut. Från Byvalla station gick den 27 kilometer långa privatägda smalspåriga järnvägen Byvalla-Långshyttans Järnväg norrut förbi Stjärnsund till Långshyttan, varifrån ett en kilometer långt sidospår ledde till Rällingsbergs gruva. Järnvägen var i drift mellan 1891 och 1964. Den ägdes av Klosterverken. 
Byvalla hade som mest 150 invånare. Där fanns ett stationshus och arbetarbostäder för järnvägen, affär, omlastningskaj och vändskiva för tågen. Sedan 1960-talet har byn avfolkats. Vid mitten av 2010-talet fanns sex bostadshus kvar. 